# Joseph Lhermite
Pour les articles homonymes, voir Lhermite.
Joseph Lhermite, dit Frère Savinien, né le 11 janvier 1844 à Villeneuve-lès-Avignon et mort le 10 janvier 1920 à Avignon, est un pédagogue et écrivain français, précurseur de l'enseignement du provencal. Il fut majoral du Félibrige (1884).